# سطیف، الجزایر
سطیف (به عربی: سطیف) شهری در استان سطیف واقع در کشور الجزایر است که در سال ۱۹۹۸ میلادی ۲۱۱٫۸۵۹ نفر جمعیت داشته و جمعیت آن در سال ۲۰۰۵ میلادی به ۲۴۶٫۳۷۹ نفر رسیده‌است.